# Кіт Расселл (стрибун у воду)
Кіт Расселл (англ. Keith Russell, 15 січня 1948) — американський стрибун у воду.
Учасник Олімпійських Ігор 1968 року.
Призер Чемпіонату світу з водних видів спорту 1973 року.
Призер Панамериканських ігор 1967 року.
Переможець літньої Універсіади 1967 року.